# Physalis volubilis
Physalis volubilis ist eine Pflanzenart aus der Gattung der Blasenkirschen (Physalis) in der Familie der Nachtschattengewächse (Solanaceae).

## Beschreibung
Physalis volubis ist eine ausdauernde, krautige Pflanze, die aufsteigend bis niederliegend wächst. Die Basis ist verholzend. Die Pflanze ist mit gelenkigen, etwa 1 mm langen Trichomen behaart. Die Laubblätter sind eiförmig, nach vorn spitz bis zugespitzt, an der Basis herzförmig, der Blattrand ist ganzrandig. Die größeren Blätter sind 25 bis 50 mm lang und 20 bis 40 (selten nur 15) mm breit. Die Blattstiele sind 10 bis 30 mm lang.
Die Blüten stehen an 15 bis 40 cm langen Blütenstielen. Der Kelch ist zur Blütezeit 8 bis 10 mm lang und an der Basis der Kelchzipfel etwa 5 mm breit. Die Kelchzipfel sind schmal linealisch und 4 bis 6 mm lang. Die Krone ist gelb gefärbt und gefleckt, 12 bis 15 mm lang und 15 bis 25 mm im Durchmesser. Die Staubbeutel sind violett gefärbt und 2,5 bis 3,5 mm lang.
Zur Fruchtreife vergrößert sich der Kelch auf eine Länge von 25 bis 28 mm und eine Breite von 10 bis 15 mm. Der Querschnitt des Kelches ist schmal eiförmig. Die Beere hat einen Durchmesser von 8 bis 11 mm.

## Vorkommen
Die Art ist in Mexiko verbreitet.

## Systematik
Innerhalb der Gattung der Blasenkirschen (Physalis) wird die Art in die Sektion Lanceolatae der Untergattung Rydbergis eingeordnet.

## Nachweise